# Ollie Barbieri
Ollie Barbieri (Bath, 12 novembre 1991) è un attore britannico, meglio conosciuto per il suo ruolo di JJ Jones nella terza e quarta stagione del teen drama della E4 Skins.

## Carriera
In un'intervista, Ollie ha dichiarato di aver partecipato alle audizioni di Skins nella sua scuola solo per una scommessa. Tuttavia, nel 2008, è stato effettivamente scelto per il ruolo di JJ Jones.

## Vita privata
Ollie Barbieri ha studiato alla scuola Ralph Allen School ed è per un quarto italiano da parte di padre. Oltre a studiare spagnolo, attualmente si interessa di linguistica. Musicalmente, ama la drum and bass e suona il basso. È, inoltre, un surfista.
Per quanto riguarda la sua vita sentimentale, è fidanzato. Se ne ha testimonianza grazie ad un intervento sul blog Twitter di Kaya Scodelario, sua co-star in Skins nel ruolo di Effy Stonem. La notizia è stata confermata dallo stesso Ollie.

## Filmografia

### Cinema
- Anuvahood, regia di Adam Deacon e Daniel Toland (2011)

### Televisione
- Skins - serie TV, 18 episodi (2009-2010)